# Villa Bianchi
Villa Lin, Papadopoli, Bianchi, De Kunkler è un palazzo signorile sito a Mogliano Veneto, in provincia di Treviso.

## Storia
Il corpo padronale, la cappella e, probabilmente, la barchessa, furono commissionate dai patrizi Lin ai primi del Settecento (la villa fu ultimata nel 1717). Passò poi ai Papadopoli e nel 1821 fu venduta al generale austriaco Federico Bianchi che vi trascorse gli ultimi decenni della sua vita. Fu quindi di Pier Adolfo De Kunkler, figlio di Federica Bianchi e, dopo la sua morte, è stata ereditata dal lontano cugino Federico Carlo Bianchi. 
Uno degli ultimi passaggi di proprietà è salito agli onori della cronaca locale. All'indomani della morte di De Kunkler, avvenuta nel 2000, le Procure di Venezia e Treviso hanno aperto un'inchiesta per circonvenzione di incapace, secondo la quale la volontà del defunto sarebbe stata manipolata durante la compilazione testamento. L'indagine si è conclusa poco dopo essendo stata accertata la lucidità mentale del De Kunkler. 
Nel 2006 la Procura di Treviso, in base alle denunce di Luciano Tonietti, frequentatore del barone, e di Egide Tonetto, sua ultima governante, ha riaperto il caso ipotizzando ora un omicidio. Anche questo fascicolo è stato archiviato, come è stata archiviata la successiva accusa per calunnia nei confronti dei due denunciatori. Successivamente Tonietti, presentandosi come figlio naturale del barone, aveva chiesto l'annullamento del testamento rivolgendosi alla giustizia svizzera, poiché dotato della doppia cittadinanza. Nel 2020 i giudici del cantone di San Gallo hanno confermato l'eredità a Federico Carlo Bianchi, chiudendo definitivamente la vicenda.
Il 30 dicembre 2013 la villa è stata acquistata dalle società Duvetica Industrie spa e Arzanà srl, con lo scopo di insediarvi la sede di rappresentanza della prima. Il progetto non è andato a buon fine e nel 2018 il complesso è stato messo all'asta.

## Edifici
Gli edifici sorgono sul ciglio orientale del Terraglio ma, a differenza di altre ville che vi si affacciano, la gran parte di essi è ortogonale al suo asse, ed è inoltre schermata da una fitta cortina di alberi. Risulta quindi impossibile una visione unitaria del complesso dalla strada.
La casa padronale, sviluppata su tre livelli, è leggermente rialzata dal terreno, giustificando i due gradini di fronte all'ingresso e a una porta secondaria sul lato est. La facciata principale è simmetrica e tripartita, con tre finestre centrali e una coppia di aperture laterali per piano. Solo l'attico si discosta dallo schema, avendo al centro un'unica finestra, con balaustrata e sviluppata verso l'alto, tanto da interrompere il cornicione oltre il quale si imposta la copertura a padiglione. Inoltre, il piano nobile risulta molto più ricco, con tre porte finestre ad arco unificate dalla sovrastante cornice aggettante. Al centro di quest'ultima è collocato lo stemma dei Bianchi.
La barchessa si articola in sei arcate alternate a lesene. Ad ogni luce corrisponde un arco cieco al piano superiore, e al centro di ciascuno si apre una finestrella.
Va citato infine un volume di collegamento tra la casa padronale e la barchessa, di cui non si conosce la storia. Dovrebbe essere il risultato di diversi interventi.
È invece ben visibile dalla strada l'oratorio della Santissima Trinità (1715), alla quale si può accedere da un ingresso indipendente sul Terraglio, indicato da un cancelletto aperto tra due pilastri della cinta. È una graziosa costruzione dalla ricca facciata, culminante con un timpano sorretto da lesene ioniche con trabeazione. L'interno, a navata unica, con due cappelle laterali, conserva un bassorilievo raffigurante Federico Bianchi, opera di Pompeo Marchesi, a cui si aggiungeva una pala raffigurante l'Annunziata, trafugata qualche decennio fa. 
All'abside della chiesetta è collegato un mausoleo a cupola, costruito nel 1863 per ospitare i defunti della famiglia Bianchi. Su cinque lati si dispongono vari avelli, dei quali nove contengono sarcofagi scolpiti; in uno di questi riposano le spoglie di Federico Bianchi.
Oltre ai cinque edifici citati, sottoposti a vincolo ministeriale sin dal 1971, si contano altre costruzioni di servizio, alcuni dei quali hanno ospitato sino a poco tempo fa l'azienda casearia "Latte Bianchi"; oggi sono comunque parte di un'azienda agricola.